# Peter Vuta
Peter Vuta (ur. 10 listopada 1952) – vanuacki polityk, deputowany do parlamentu od 2004 roku. W 2006 roku minister ds. rządowych, a w latach 2008–2009 pierwszy wiceprzewodniczący parlamentu. Założyciel People’s Action Party.

## Życiorys
W latach 1964–1968 uczęszczał do szkoły podstawowej Ambaebulu, a następnie do 1973 roku uczył się w szkole średniej – Malapoa College w Port Vila. W 1977 roku ukończył studia na Wydziale Technologicznym Univeristy of Fiji. Pracował następnie w rządowym Departamencie Skarbowym. Od 1985 do 1992 roku pracował jako księgowy w Departamencie Rolnictwa. Do 2004 roku pracował w ramach własnej działalności gospodarczej.

### Działalność polityczna
W 1981 roku został wybrany radnym miasta Luganville. W wyborach parlamentarnych w 2002 roku bezskutecznie kandydował do parlamentu z ramienia Vanua’aku Pati w okręgu Ambae. Rok później założył własną partię polityczną – People’s Action Party. W wyborach parlamentarnych w 2004 roku został wybrany deputowanym. W 2006 roku wszedł w skład rządu Hama Liniego jako minister ds. rządowych. W wyborach parlamentarnych w 2008 roku ponownie uzyskał mandat deputowanego. W tym samym roku został wybrany pierwszym wiceprzewodniczącym parlamentu, którym pozostał do 2009 roku.
W wyborach w 2012 roku utrzymał swój mandat jako kandydat niezależny, otrzymał 413 głosów (7,8%). W wyborach parlamentarnych w 2016 roku uzyskał reelekcję z wynikiem 492 głosów kandydując z ramienia Vanua’aku Pati.